# WorkTrotter
WorkTrotter è un programma italiano prodotto nel 2018.
WorkTrotter racconta gli scapestrati viaggi di Ramon Mazinga, un giovane palermitano che tenta disperatamente di raggiungere l'Antartide.
Prodotta da GA&A Productions, la prima stagione di WorkTrotter è attualmente trasmessa in prima visione in Italia, in seconda serata tutti i mercoledí su Rai4.

## Trama
Ramon è un trentenne che gira il mondo con un solo scopo: non smettere mai di viaggiare. La sua meta finale è l'Antartide, ma mille imprevisti gli impediscono di raggiungerla. Il suo viaggio inizia dalla Sicilia, continua poi in Nuova Zelanda e prosegue in Alaska, Canada, e negli Stati Uniti. Ramon Mazinga è un "viaggiatore social". Utilizza vari social network quali Facebook, Instagram e Couch Surfing per conoscere quante più persone possibili durante i suoi viaggi. Tutti questi incontri gli consentono di trovare dei passaggi, alloggi, offerte di lavoro o semplicemente nuovi amici. Di conseguenza però, pur di incontrare tutte le persone che lo contattano, Ramon continua a cambiare percorso, spesso allontanandosi dalla sua strada verso l'Antartide.

## Episodi
| Stagione       | Episodi | Prima TV |
| -------------- | ------- | -------- |
| Prima stagione | 12      | 2018     |

## Personaggi e interpreti

### Personaggi principali
- Ramon Mazinga (stagione 1), interpretato da Ramon Mazinga.

## Produzione
La produzione della prima stagione di WorkTrotter è avvenuta durante l'estate 2018.

### Sigla
La sigla di apertura della serie è suonata con l'ukulele, strumento che Ramon porta sempre con sé durante i suoi viaggi pur non sapendolo suonare molto bene. Interessante notare nell'animazione della sigla che al personaggio che fa l'autostop compaiano in mano svariati attrezzi lavorativi, a simboleggiare la componente "work" della serie.

### Location
La prima stagione di WorkTrotter è stata prodotta in Italia, Nuova Zelanda, Stati Uniti e Canada.